# Novo Estádio Nacional de Laos
O Estádio Nacional de Laos é um estádio multiuso localizado na cidade de Vientiane, capital de Laos, que foi inaugurado no ano de 2009. É usado principalmente para jogos de futebol, bem como eventos atléticos. Foram realizadas no estádio as cerimônias de abertura e encerramento dos Jogos do Sudeste Asiático de 2009.

## História
Em dezembro de 2008, em reportagem para o jornal indiano Zee News, o porta-voz ministerial de Laos, Yong Chanthlangsy assegurou que a obra seria entregue em março do ano seguinte - 2009. A obra é uma das principais estruturas construídas pelo país para receber os Jogos do Sudeste Asiático de 2009. Ainda sobre a entrega meses antes do início dos jogos Chanthlangsy afirmou que o prazo "dará ao governo do Laos tempo suficiente para ensaiar todas as coisas que precisamos fazer para se preparar para os jogos".
Para execução da obra, o então presidente de Laos, Choummaly Sayasone, contratou a empreiteira chinesa Shanghai Construction. A obra foi orçada em cem milhões de dólares.

### Características
Após a conclusão da obra, a nova arena substituiu o Estádio Nacional do Laos. O Complexo Esportivo Nacional do Laos está localizado a cerca de 16 km do centro da cidade de Vientiane e compreende o estádio principal com 25.000 lugares. O complexo ainda conta com um espaço destinado à esportes aquáticos, coberto com capacidade para 2.000 lugares, uma piscina de aquecimento ao ar livre e um centro de tênis com 2.000 lugares. O complexo ainda conta com mais seis outras quadras de tênis, dois estádios cobertos cada um com capacidade para 3.000 e um campo de tiro interno com 50 lugares.
A Seleção Laosiana de Futebol joga suas partidas neste local.

## Atuação chinesa
O estádio está incluindo no que convencionou-se chamar em "diplomacia de estádio". Normalmente, as autoridades chinesas oferecem novos estádios espetaculares para países em desenvolvimento em troca de cooperação econômica. No caso do Laos, o novo complexo esportivo nacional foi construído em um vasto terreno em Vientiane, que mais tarde se tornou a 'Chinatown', atraindo a entrada de capital  estrangeiro para a região.